# 梵蒂岡聖亞納堂
梵蒂冈圣亚纳堂（義大利語：Sant'Anna in Vaticano），又名教宗御座轿夫圣亚纳堂（Sant'Anna de' Parafrenieri），是位于梵蒂冈城的天主教會堂区教堂，奉圣亚纳为该堂主保。其由梵蒂冈城代理主教管理，位于圣亚纳门（Porta Sant'Anna）旁边，紧邻梵蒂冈城国与意大利之间的国际边境线。
该堂由教宗御座轿夫圣亚纳会（Venerabile Arciconfraternita di Sant'Anna de Parafrenieri）出资修建。建筑师贾科莫·巴罗齐·达·维尼奥拉在设计弗拉米尼亚大道圣安德肋堂（Sant'Andrea in Via Flaminia）以及该堂时，首次将椭圆形平面引入教堂设计。他首创的这种设计对于后来的巴洛克建筑颇具影响力。

## 历史
1565年11月20日，教宗庇护四世授权教宗御座轿夫圣亚纳会在宗座宮附近，建造一座供奉圣亚纳的教堂。建造工程于同年开始，由文艺复兴建筑师贾科莫·巴罗齐·达·维尼奥拉（Giacomo Barozzi da Vignola）设计。 它是罗马最早的椭圆形平面的教堂之一。根据历史学家大卫·沃特金的研究，维尼奥拉在设计弗拉米尼亚大道圣安德肋堂以及梵蒂冈圣亚纳堂时，首次将椭圆形平面引入教堂设计。他首创的这种设计对于后来的巴洛克建筑颇具影响力。
该堂的建堂工程顺利启动后，随后的建设放慢了速度，因为教宗御座轿夫圣亚纳会遇到了财政困难。1573年维尼奥拉去世后，教宗御座轿夫圣亚纳会付了一笔款，教堂才由维尼奥拉的儿子贾辛托·巴罗齐（Giacinto Barozzi）完成。1583年，教堂有了临时屋顶，举行了祝圣仪式。
后来依附于椭圆形教堂而修建的立面，是由弗朗切斯科·博罗米尼设计，预示了纳沃纳广场圣依搦斯殉道堂（Sant'Agnese in Agone）的立面，试图用五块板来调和两座钟楼。 立面由亚历山德罗·斯佩基（Alessandro Specchi）完成于1700年至1721年，而穹顶最终建于1763年，在1775年完成。。

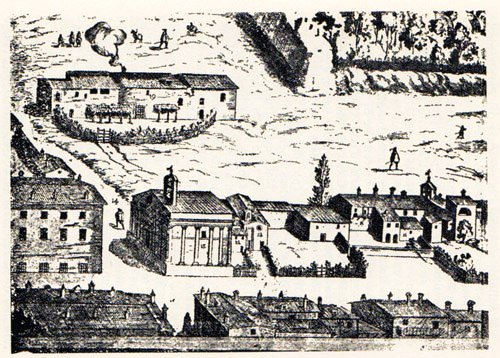

教宗御座轿夫圣亚纳会在圣亚纳堂短暂地展示了1603年委托卡拉瓦乔完成的圣人画作。《圣母子与圣亚纳》画于1605—1606年，是为圣伯多禄大殿的教宗御座轿夫的祭坛而创作。后来，它出售给了希皮奥内·博尔盖塞枢机，现在挂在博尔盖塞美术馆的博物馆里。
该堂长期属于教宗御座轿夫圣亚纳会，直到1929年拉特朗条约签订，新建立梵蒂冈城国为止。1929年5月30日，教宗庇护十一世宣布将该堂改为堂区教堂，并将新堂区的牧灵工作委托给奥斯定会。
作为交换，教宗庇护十一世又将 圣加大肋纳堂（Santa Caterina della Rota）交给教宗御座轿夫圣亚纳会。

## 内部
根据维尼奥拉的设计，教堂内部呈椭圆形，两侧有8个小堂。主入口位于椭圆主轴的一端。次轴线则结束于两个小堂。
四扇门的上方都有三角楣饰，用科林斯石柱框住，分布在正祭台和两侧小堂之间。在两个主轴的末端，有四个巨大的拱门，勾勒出入口区域、祭坛和两座小堂。正祭台前是一个四个拱门包围的广场，作为教堂椭圆形部分的对比。
圆顶本身位于一个底座上，有三条带框，在底座上开了八扇窗户。在穹顶的顶部开有天窗，这是正祭台上方唯一的自然光源。在圆圈中。它装饰着鸽子，象征圣灵, 从这里散发出金色的光线。
直到18世纪中叶，教堂的内墙都是白色的，柱子呈现出洞石的天然色泽，属于典型的文艺复兴建筑教堂。由于受到巴洛克风格在罗马兴起的影响，教宗御座轿夫圣亚纳会开始重新装修教堂，使用更为奢华的装饰，以及大量的贴金和粉饰灰泥。立面以巴洛克风格重新装饰，对于维尼奥拉的教堂，亚历山德罗·斯佩基又添加了立面上部。穹顶由弗朗切斯科·纳沃莱（Francesco Navole）设计。1746年，他们委托雕塑家乔万·巴蒂斯塔·德罗西重新装修教堂，在门的上方，是粉饰灰泥手持花环的天使。四扇窗户被砌成墙，改为四幅湿壁画，描绘了圣亚纳生活的场景。乔万·巴蒂斯塔·德罗西还用花綵灰泥装饰壁画。装饰师安尼巴莱·罗塔蒂（Annibale Rotati，1673—1750年）将墙壁涂成蓝色、奶油色和浅灰色。 门枋则由贾科莫·德·罗奇（Giacomo de Rocchi）用大理石装饰。金银灰泥是由彼得罗·里奇（Pietro Ricci）制作。虽然采用了巴洛克装饰，但是仍然可以看出教堂最初的规划。